# Terover
Terover is een buurtschap in de gemeente Alphen-Chaam in de Nederlandse provincie Noord-Brabant. Het ligt in het zuidoosten van de gemeente, twee kilometer ten zuidoosten van het dorp Alphen en grenst aan de gemeente Baarle Nassau. Er bevinden zich vooral landbouwbedrijven, maar ook woonhuizen en een Zuid-Afrikaans restaurant.
Terover wordt lokaal aangeduid met de naam 'de Reuver', niet te verwarren met het Limburgse Reuver.
Hoofdplaats: Alphen      Dorpen: Bavel (deels) · Chaam · Galder · Strijbeek · Ulvenhout (deels) 

Buurtschappen: Alphen-Oosterwijk · Anneville · Balleman · Boshoven · Boslust · Couwelaar · Chaamdijk · Dassemus · Druisdijk · Geersbroek · Ginderdoor  · Grazen · Heerstaaien · Heikant · Het Sas · Hondseind · Houtgoor · Kalishoek · Kerzel · Klooster · Kwaalburg · Leg · Looneind · Meijsberg · Notsel · Rakens · Snijders-Chaam · Terover · Venweg · 't Zand 

Noord-Brabant: Steden en dorpen      Nederland: Provincies · Gemeenten